# Cvetomir Panov
Cvetomir Panov (in bulgaro  Цветомир Панов? ; trasl. angl.: Tsvetomir Panov; Pleven, 17 aprile 1989) è un calciatore bulgaro, difensore del Černo More Varna.

## Palmarès

### Club

#### Competizioni nazionali
- A Profesionalna Futbolna Grupa: 1

Ludogorec: 2017-2018
- Supercoppa di Bulgaria: 1

Ludogorec: 2018

## Statistiche

### Cronologia presenze e reti in nazionale
| Cronologia completa delle presenze e delle reti in nazionale ― Bulgaria | Cronologia completa delle presenze e delle reti in nazionale ― Bulgaria | Cronologia completa delle presenze e delle reti in nazionale ― Bulgaria | Cronologia completa delle presenze e delle reti in nazionale ― Bulgaria | Cronologia completa delle presenze e delle reti in nazionale ― Bulgaria | Cronologia completa delle presenze e delle reti in nazionale ― Bulgaria | Cronologia completa delle presenze e delle reti in nazionale ― Bulgaria | Cronologia completa delle presenze e delle reti in nazionale ― Bulgaria |
| Data                                                                    | Città                                                                   | In casa                                                                 | Risultato                                                               | Ospiti                                                                  | Competizione                                                            | Reti                                                                    | Note                                                                    |
| ----------------------------------------------------------------------- | ----------------------------------------------------------------------- | ----------------------------------------------------------------------- | ----------------------------------------------------------------------- | ----------------------------------------------------------------------- | ----------------------------------------------------------------------- | ----------------------------------------------------------------------- | ----------------------------------------------------------------------- |
| 26-3-2018                                                               | Felcsút                                                                 | Bulgaria                                                                | 2 – 1                                                                   | Kazakistan                                                              | Amichevole                                                              | -                                                                       | 58’                                                                     |
| Totale                                                                  |                                                                         | Presenze                                                                | 1                                                                       |                                                                         | Reti                                                                    | 0                                                                       |                                                                         |